# Lavinia Fitzalan-Howard
Lavinia Mary Fitzalan-Howard, duchesse de Norfolk, (née Strutt ; 22 mars 1916 - 10 décembre 1995) est une noble britannique.

## Biographie
Née Lavinia Mary Strutt, elle est la fille unique d'Algernon Strutt (3e baron Belper), et de sa femme, Eva. Elle fait ses études à l'école Abbot's Hill. Le 27 janvier 1937, elle épouse Bernard Fitzalan-Howard, 16e duc de Norfolk à l'oratoire de Brompton . Elle ne s'est pas convertie au catholicisme romain, la religion de son mari. Ils ont quatre filles, dont une seule (la plus jeune) a des enfants :
- Lady Anne Fitzalan-Howard, plus tard 14e Lady Herries de Terregles (1938-2014); épouse Colin Cowdrey, baron Cowdrey de Tonbridge ;
- Lady Mary Fitzalan-Howard, plus tard 15e Lady Herries de Terregles (1940-2017); mariée à Anthony Mumford ;
- Lady Sarah Fitzalan-Howard (1941-2015); mariée à Nigel Clutton ;
- Lady Theresa Fitzalan-Howard, plus tard 16e Lady Herries of Terregles (née en 1945); épouse Michael Kerr, 13e marquis de Lothian.

Lors du couronnement du roi George VI et de la reine Elizabeth en 1937, la duchesse de Norfolk est l'une des quatre duchesses qui tiennent le dais au-dessus de la reine Elizabeth lors de l'Onction de cette dernière. En 1953, elle prend le rôle de la reine Élisabeth II lors des répétitions générales du couronnement à l'abbaye de Westminster. Le duc de Norfolk est le comte-maréchal héréditaire et organise à la fois des couronnements ainsi que d'importants événements d'État au cours des années suivantes.

### Organismes de bienfaisance
La duchesse est impliquée dans de nombreuses œuvres caritatives et est nommée à l'ordre de l'Empire britannique en 1971 pour son travail. Elle est la première femme lord-lieutenant comme lord-lieutenant du Sussex de l'Ouest à partir de 1975 (un poste où elle succède à son mari après sa mort cette année-là), la première femme intendante de Goodwood à partir de 1975 et la première dame non royale à devenir compagnon de l'ordre de la Jarretière.
La duchesse est le prédécesseur de la princesse Anne à la présidence de l'association Riding for the Disabled. La présidence est passée de la duchesse à la princesse en 1986.

### Sport
Pendant de nombreuses années, le traditionnel lever de rideau de la saison internationale de cricket anglais est un match entre Lavinia, le XI de la duchesse de Norfolk et les visiteurs, joué au château d'Arundel. Il est joué au nom de la duchesse après la mort du duc en 1975, reprenant son nom d'origine après sa propre mort en 1995.
La duchesse est propriétaire de chevaux de course : ses meilleurs gagnants sont Moon Madness, Sheriff's Star et Lucky Moon (Goodwood Cup).

## Distinctions
- Ordre de la Jarretière (KG) en 1990